# Iernut

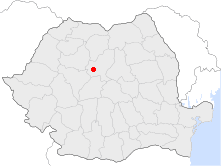

Iernut é uma cidade da Romênia com 9.833 habitantes, localizada no distrito de Mureș.